# David Tatham
David Everard Tatham (28 de junio de 1939) es un diplomático británico que se ha desempeñado como embajador y gobernador colonial del territorio británico de ultramar de las islas Malvinas.

## Carrera
Fue educado en St Lawrence College, Ramsgate, y Wadham College, en la Universidad de Oxford. Se incorporó al Servicio Diplomático en 1960 y sirvió en Nueva York, Milán y, después de estudiar en el Centro de Oriente Medio para Estudios Árabes en Líbano, sirvió en Yeda, Muscat y Dublín, así como en el Ministerio de Relaciones Exteriores y de la Mancomunidad de Naciones (FCO).
Fue Embajador en la República Árabe de Yemen y concurrentemente en la República de Yibuti entre 1984 y 1987; jefe del departamento de las Islas Malvinas en el FCO entre 1987 y 1989; Embajador en la República Libanesa desde 1989 hasta 1991; Gobernador de las Islas Malvinas (y Comisionado de las Islas Georgias del Sur y Sandwich del Sur) de 1991 a 1996; y Alto Comisionado en la República Socialista Democrática de Sri Lanka y, simultáneamente, en la República de Maldivas entre 1996 y 1999.
Se retiró del servicio diplomático luego de su desempeño en Sri Lanka y fue asesor en formación diplomática para la Autoridad Nacional Palestina en 2000. Fue director de distrito para el censo del Reino Unido de 2001 en el área de Ledbury (donde vivió) y Ross-on-Wye. Ha sido presidente del Fondo de Becas Shackleton de las Islas Malvinas en el Reino Unido desde 1999 y fue presidente de la Asociación de las Islas Malvinas entre 2004 y 2011.
Formó parte de los 52 diplomáticos británicosque en 2004 firmaron una carta a Tony Blair, entonces primer ministro británico, criticando su política en Oriente Próximo. La carta fue descrita como «sin precedentes en alcance y escala».

## Homenajes
La hierba Phlomis tathamiorum lleva el nombre de Tatham «por expresar la inminencia de cuidar la naturaleza del Líbano a través de su actividad allí» y por ayudar a botánicos para crear un banco de semillas de las «bellezas naturales» del Líbano en el Real Jardín Botánico de Kew, y colaborar con la Fundación Nacional para Lugares de Interés Histórico o Belleza Natural del Reino Unido para crear una entidad similar en el Líbano.
Fue nombrado Compañero de la Orden de San Miguel y San Jorge en los honores de Año Nuevo de 1991.

## Publicaciones
- The Dictionary of Falklands Biography (including South Georgia): From Discovery Up to 1981 (en inglés). 2008. ISBN 9780955898501